# John Sörenson
John Emil Sörenson (Malmö, 15 september 1889 - Lidingö, 25 oktober 1976) was een Zweedse turner. 
Sörenson won als enige zowel in 1912 als in 1920 olympisch goud in de landenwedstrijd Zweeds systeem

## Resultaten

### Olympische Zomerspelen
| Jaar | Plaats    | Resultaten                           |
| ---- | --------- | ------------------------------------ |
| 1912 | Stockholm | in de landenwedstrijd Zweeds systeem |
| 1920 | Antwerpen | in de landenwedstrijd Zweeds systeem |